# Орахово (Бреза)
Орахово је насељено мјесто у општини Бреза, Босна и Херцеговина.

## Становништво
|             | 2013.       | 1991.         | 1981.         | 1971.         |
| Укупно      | 73 (100,0%) | 244 (100,0%)  | 278 (100,0%)  | 301 (100,0%)  |
| Бошњаци     | 73 (100,0%) | 235 (96,31%)1 | 258 (92,81%)1 | 274 (91,03%)1 |
| Срби        | –           | 9 (3,689%)    | 17 (6,115%)   | 27 (8,970%)   |
| Југословени | –           | –             | 3 (1,079%)    | –             |

1. 1 На пописима од 1971. до 1991. Бошњаци су пописивани углавном као Муслимани.